# L'Héritage du demi-solde
 (juillet 2025).
Pour plus de détails, voir Fiche technique et Distribution.

L'Héritage du demi-solde est un film muet français réalisé par Louis Feuillade et sorti en 1911.

## Fiche technique
- Réalisation et scénario : Louis Feuillade
- Photographie : Albert Sorgius
- Société de production : Société des Établissements L. Gaumont
- Pays : France
- Format : Muet - Noir et blanc - 1,33:1 - 35 mm
- Durée : inconnue
- Date de sortie : 
  -  France - 1911

## Distribution
- Renée Carl
- Luitz-Morat
- Edmond Bréon